# 阿達慶
阿達慶（日语：／ Adachi Kei，2005年9月29日—），血型B型，神奈川縣出身。為日本的偶像、歌手、演員。隸屬於星達拓娛樂。

## 經歷
2019年7月7日，加入傑尼斯事務所，以小傑尼斯的身份開始活動。

## 人物
- 家庭成員有父母以及分別大6歲和4歲的哥哥，是家中的末子。[2]
- 家中飼有兩隻狗，分別是吉娃娃混北京犬「アロハ(aroha)」以及吉娃娃混貴賓的「マハロ(maharo)」。[3]
- 8歲開始在舞蹈教室學習跳舞。[4]
- 入所契機為國二時朋友母親幫忙投遞的簡歷。[5]
- 憧憬的前輩為那須雄登、中島健人、堂本光一。

## 出演

### 舞台劇
- JOHNNYS' IsLAND（2019年12月8日 - 2020年1月27日、帝國劇場）[6]
- 向陽之樹(舞台劇)（2021年3月5日 - 14日、Hulic Hall 東京 / 3月27日・28日、梅田藝術劇場） - 飾演 太田東斎[7][8]
- JOHNNYS' IsLAND THE NEW WORLD（2022年1月1日 - 19日、帝國劇場）[9]
- JOHNNYS' World Next Stage（2023年1月1日 - 26日、帝國劇場）[10]
- ガーすけと桜の子（2023年3月3日 - 5日、COOL JAPAN PARK OSAKA TT HALL / 3月10日 - 19日、草月HALL） - 飾演 sakura[11][12]
- Endless SHOCK（2023年4月9日 - 5月31日、帝國劇場）[13][14]
- 少年們 突破黑暗（2023年10月4日 - 28日、新橋演舞場）[15]
- 帝国劇場 2024年新春公演 Act ONE（2024年1月1日 - 27日、帝國劇場）[16]
- 祭 GALA（2024年4月1日 - 29日、新橋演舞場）[17]
- MASSARA（2024年9月4日 - 17日、新橋演舞場）[18]
- トンデモ？ピーター・パン！（2024年9月28日 - 10月1日、梅田藝術劇場 / 10月5日・6日、Ai Plaza豊橋 / 10月10日 - 14日、東京國際FOURM HALL C） - 飾演 Dennis・Tide[19]
- いきなり本読み！in BOOTCAMP！（2025年3月11日-14日、草月hall）
- サマータイムマシン・ブルース（2025年10月22日 - 11月2日、IMM THEATER / 11月6日・7日、COMTEC PORTBASE / 11月12日 - 16日、サンケイホールブリーゼ） - 飾演 田村[20]

### 演唱會
- 東西小傑尼斯 Spring Paradise - Go!Go!kids・其他小傑尼斯（ 2023年6月10日 - 12日、日本橋三井HALL）[21][22]
- ALL Johnnys' Jr. 2023わっしょいCAMP! in Dome（2023年7月16日・17日、大阪巨蛋 / 8月19日・20日、東京巨蛋）[23]
- Mynavi SUMMER STATION LIVE2024 SUMMER GO! MIRAI GO! 東だ！西だ！全員集合（2024年7月30日 - 8月8日、EX THEATER ROPPONGI）[24]
- 東西Jr.演唱會 東西シナジー（2024年12月20日 - 27日、歐力士劇場）[25]
- SHOWbiz 2025（2025年1月5日 - 13日、有明體育館）[26]
- 東京Jr. Next Generation 2025（2025年7月30日 - 8月1日、EX THEATER ROPPONGI / 8月7日 - 16日、大阪松竹座）[27][28]

### 活動
- 駆アガル！～あべこべ男子に憧れて〜（2025年3月22日・23日、ぴあアリーナ）[29]

### 電影
- Rewrite(電影)（2025年6月13日-） - 飾演 保彦 [30]

### 電視劇
- 文豪少年！~用傑尼斯Jr.解讀名作～ 第7話（2021年5月2日、WOWOW）[31]
- 無聊住宅區的所有家庭（2022年10月10日 - 11月16日、NHK綜合頻道） - 飾演 野嶋恵一[32]

### 綜藝節目
- ジュニランNEO（2023年4月28日 - 2024年3月30日 、TBS頻道1/ SPOOX）[33]
- カクエキ！（2024年8月3日、朝日電視台）

## 外部連結
- 阿達慶 個人介紹 （页面存档备份，存于） - Jr. Official Website
- 阿達慶 個人介紹｜ISLAND TV，存于